# North American Soccer League
La North American Soccer League (NASL) fu la lega professionistica che, dal 1968 al 1984, organizzò il campionato di vertice nordamericano di calcio. Il campionato si svolgeva da aprile a settembre / ottobre; dal 1979 prese vita anche il torneo indoor che si disputò nel periodo invernale, a cavallo delle stagioni regolari. L'ultimo torneo estivo si disputò nel 1984, quello indoor a cavallo tra 1983 e 1984 (e una stagione, la 1982/1983, non fu disputata per problemi economici).
Pur fallita finanziariamente, sotto il profilo sportivo e dal punto di vista dell'approccio alla disciplina calcistica, l'esperienza della NASL fu il primo tentativo - in parte riuscito - di lega professionistica del calcio negli Stati Uniti e in Canada. Tale tentativo trovò più tardi realizzazione nell'attuale Major League Soccer. Nel 2009 nacque un'altra North American Soccer League, che fu attiva dal 2011 al 2017 e rappresentava il secondo livello sotto la Major League Soccer.

## Storia

### L'origine della Lega e la prima crisi (1967-1969)
Si ritiene che l'improvviso interesse per il calcio professionistico in Nord America e, più in generale, in tutto il mondo anglosassone, fosse nato sulla scorta del successo dell'Inghilterra nel campionato del mondo 1966 e del film-documentario che a esso seguì, Goal.
Nel 1966 nacque, quindi, una Lega a opera di un gruppo di impresari dello sport e dello spettacolo. Essa era nota come North American Soccer League e ottenne, quasi subito, il patrocinio sia della U.S. Soccer Federation sia della FIFA, la quale le riconobbe lo status di campionato di Prima Divisione. Era, tuttavia, nato una lega rivale, la National Professional Soccer League (nota come NPSL I), in alternativa alla NASL; il presidente della NASL, l'impresario sportivo canadese Jack Kent Cooke, onde evitare confusioni sugli acronimi, rinominò quindi la sua lega in United States Soccer Association (USSA).
Si giunse così alla situazione nella quale la USSA deteneva la prerogativa di campionato riconosciuto dalla FIFA, ma era la NPSL I ad avere un contratto televisivo (con la CBS). Questo provocò la migrazione in massa di tutti i giocatori delle squadre (franchise ) della USSA verso la NPSL. Inizialmente intenzionata a partire nella primavera del 1968, la USSA si trovò così spiazzata e decise di "importare" intere squadre europee e sudamericane in Nord America e facendo loro disputare il torneo del 1967 per conto delle franchise già stabilite, al fine di dar loro il tempo di ricostruire le squadre per la stagione successiva. Vennero invitate squadre dall'Inghilterra, dalla Scozia, dal Brasile, dall'Argentina e dall'Italia.
La scarsa audience rese insostenibile per la CBS proseguire la collaborazione con la NPSL oltre il suo primo anno di attività e, quindi, nel 1968 avvenne la fusione tra USSA e NPSL (tecnicamente la NPSL fu incorporata dalla USSA) e la North American Soccer League riprese il nome originario. La NASL operò nella giurisdizione delle federazioni calcistiche canadese e statunitense, e la FIFA le mantenne lo status di campionato di vertice del sistema di lega nordamericano.
La prima edizione del torneo vide ai nastri di partenza 17 squadre — in gran parte provenienti dalle due leghe precedenti — le quali vennero divise in quattro gironi. Le quattro squadre vincitrici dei propri raggruppamenti disputarono i playoff, al termine dei quali si laurearono campioni gli Atlanta Chiefs. Gli scarsi introiti economici misero però in crisi numerose franchise e il campionato del 1969 registrò, prima dell'avvio, la defezione di dodici squadre che avevano disputato il torneo precedente. Furono, quindi, solo cinque squadre, tutte statunitensi, a prendere parte al torneo, al termine del quale si laurearono campioni i Kansas City Spurs.

### La ripresa (1970-1974)

I L.A. Aztecs, primi campioni NASL della West Coast

L'edizione del 1970 fu la prima a registrare nuove iscrizioni: due club della costa orientale (Rochester Lancers e Washington Darts) che avevano abbandonato l'American Soccer League II.
I primi veri segnali di ripresa arrivarono nel 1971 con la nascita dei New York Cosmos, squadra-copertina nata per iniziativa di due fratelli a capo di un'etichetta discografica del gruppo Warner Communications, e costruita per vincere e creare entusiasmo intorno a una disciplina ancora a livello poco più che amatoriale in America. Al primo anno il Cosmos raggiunse la finale e nel 1972 Cosmos si laureò campione, mentre la Lega cresceva lentamente sia come numero di spettatori che di franchise partecipanti (6 nel 1971; 8 nel 1972; 9 nel 1973).
Il 1974 vide un deciso incremento rispetto alla stagione precedente, il più significativo della storia della ancor giovane lega: nonostante le defezioni del Montréal Olympique e degli Atlanta Chiefs, le squadre passarono da 9 a 15. Particolarmente importante fu il gran numero di nuove franchise della costa occidentale: Vancouver Whitecaps, Seattle Sounders, San Jose Earthquakes e Los Angeles Aztecs. Per la prima volta il titolo andò a una squadra del Pacifico: furono i Los Angeles Aztecs a laurearsi campioni battendo Miami per 4-3. La finale era una gara unica e ogni anno disputata in una città diversa, in analogia con il Super Bowl organizzato dalla lega di football americano.

### Gli anni d'oro (1975-1981)
La lega stava per entrare nella sua fase di massimo successo e l'ottava stagione della NASL che si disputò nel 1975 vide la partecipazione di 20 squadre, ovvero le 15 già presenti nel 1974 più gli Hartford Bicentennials, i Portland Timbers, i Tampa Bay Rowdies, i Chicago Sting e i San Antonio Thunder. La stagione 1975 fu memorabile per l'acquisto di Pelé da parte dei Cosmos, che, tuttavia, ancora non bastò ai newyorkesi per laurearsi campioni nella prima edizione del Soccer Bowl e il titolo andò agli esordienti Tampa Bay Rowdies.

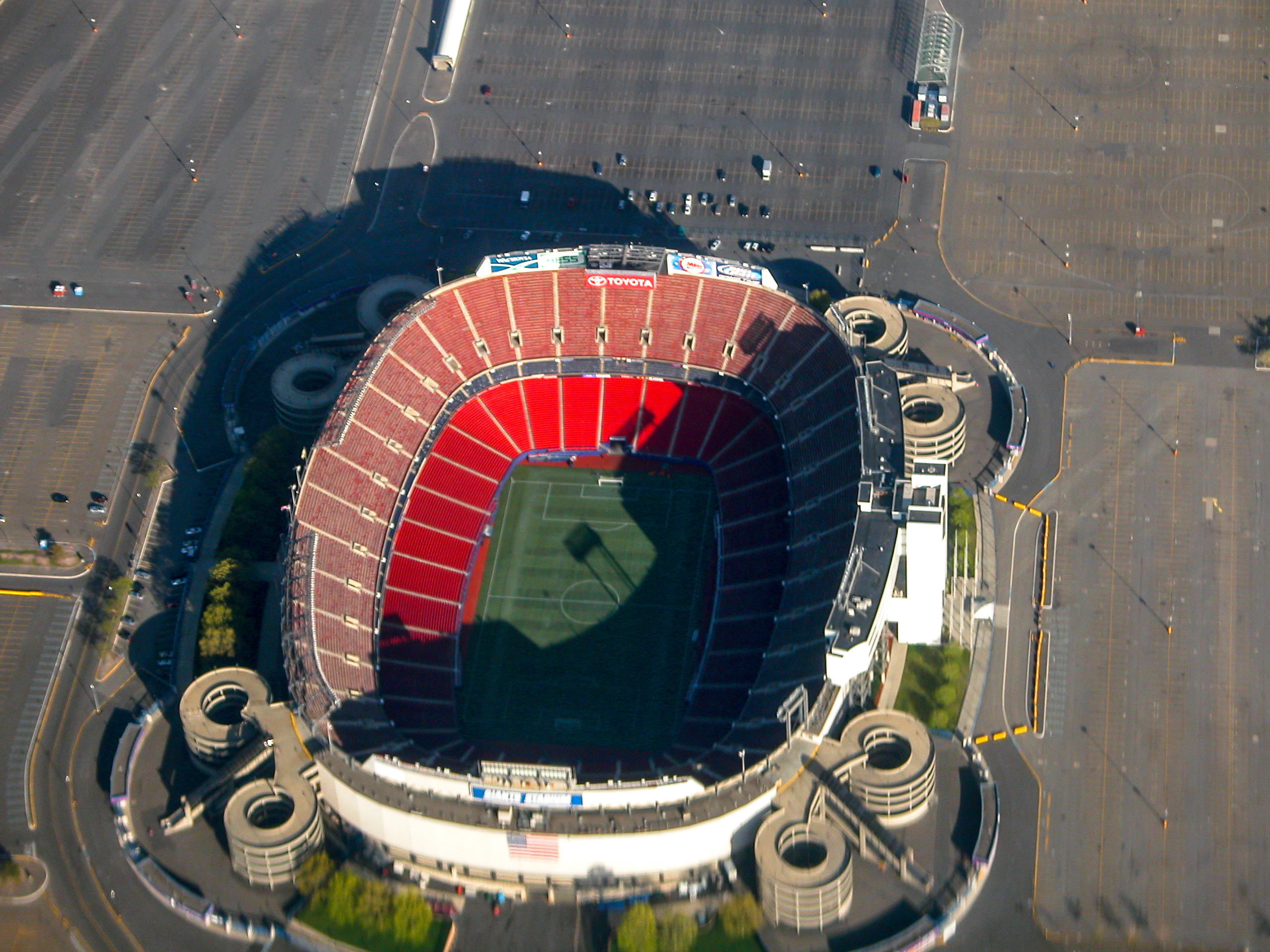
Il Giants Stadium di New York nella stagione 1977 toccò punte di oltre 77.000 spettatori

Il campionato 1976 vide una grossa novità: il partizionamento interzone del campionato, con finali geografiche e creazioni di conference, veri e propri sottocampionati. La consistenza numerica del torneo fu uguale a quella dell'anno precedente, stante lo spostamento di due franchise (i Denver Dynamos si erano trasferiti ed erano divenuti i Minnesota Kicks mentre i Baltimore Comets dopo trasferimento erano divenuti San Diego Jaws) che portarono la California ad avere tre club e la costa del Pacifico sei, rendendo la NASL un campionato rappresentativo. La vittoria andò di nuovo a una compagine dell'Est, ma la novità fu che i vincitori furono canadesi, i Toronto Metros-Croatia.
Gli anni successivi videro aumentare il numero di spettatori sino a un massimo di 14.000 di media. Nel 1977, per aumentare lo spettacolo, furono introdotte alcune novità regolamentari come l'eliminazione del pareggio e la possibilità di assegnare la vittoria tramite gli shootout, una variante dei calci di rigore che consisteva nel partire con la palla al piede da una certa distanza dal portiere (35 yard) e tentare di realizzare il goal entro un intervallo di tempo stabilito. Dal punto di vista sportivo, invece, furono caratterizzati dal dominio dei New York Cosmos, ormai diventati un team di livello mondiale grazie agli acquisti di calciatori di primissimo piano come Carlos Alberto, Giorgio Chinaglia, Giuseppe Wilson, Vladislav Bogićević e Franz Beckenbauer. Il team di New York vinse tre titoli nei successivi cinque anni, perdendo solo una semifinale nel 1979 contro i Vancouver Whitecaps (seconda e ultima formazione canadese a vincere la NASL) e un Soccer Bowl nel 1981 (contro il Chicago Sting). Nel 1979 la TV ABC comprò i diritti di trasmissione delle partite della NASL.

### Le stagioni indoor

I Tampa Bay Rowdies vinsero sia il titolo estivo che quello indoor

La NASL organizzò nel 1971 il primo campionato indoor per riempire il vuoto sportivo della pausa invernale: il torneo, che univa alcune regole del calcio con quelle dell'hockey, venne vinto dal Dallas Tornado ma non ebbe immediato seguito.
Il successo dell'indoor soccer è da attribuire alla tournée effettuata dalla selezione di calcio dell'Armata Rossa sovietica che, nel febbraio 1974 affrontò dapprima una selezione All-Star della NASL e poi i campioni in carica NASL del Philadelphia Atoms. Nonostante le sconfitte subite, il successo di pubblico e di critica indusse la NASL a creare un vero e proprio campionato indoor per le stagioni 1975 e 1976.
Dopo altri due mini tornei ad inviti nel 1978 e 1979, la nascita nel 1978 di una lega concorrente, la MISL, spinse definitivamente la NASL a organizzare regolari campionati indoor nella stagione invernale, fino al proprio fallimento nel 1984.
La prima edizione regolare del campionato indoor prese il via nel 1979, con lo scopo di impiegare anche la stagione invernale (in Nord America essendo la stagione di gara regolare quella estiva da aprile a ottobre). Parteciparono sei squadre della NASL e il titolo fu appannaggio dei T.B. Rowdies. 
L'anno seguente le squadre partecipanti quasi raddoppiarono (19 contro le 10 della stagione precedente) e si rese necessario suddividere il torneo in cinque divisioni. Il trofeo andò agli Edmonton Drillers, che così furono gli unici canadesi a vincere il titolo NASL al coperto.
Il periodo di successo durò però poco e già l'edizione successiva vide un drastico ridimensionamento, in quanto molte squadre risentirono del clima di crisi economica incombente sulla lega nordamericana. Rispetto alle 19 del 1980-1981 parteciparono 13 squadre, un terzo in meno. Il trofeo andò ai San Diego Sockers, mai vincitori delle stagioni all'aperto. Dopo un anno di pausa dovuto alla crisi economica della lega (per mancanza di fondi non si riuscì a organizzare la stagione indoor 1982-1983), le squadre che si iscrissero al campionato indoor 1983-1984, l'ultima al coperto, furono solo sette. Non vi fu neppure bisogno di suddividerle in gironi o divisioni: fu disputato un girone unico al termine del quale le prime quattro classificate giocarono le semifinali secondo il criterio della scelta riservata alla miglior piazzata in regular season. Vinsero il titolo, per il secondo anno consecutivo, i San Diego Sockers, che si rivelarono poi veri specialisti del calcio al coperto in quanto, una volta trasmigrati alla Major Indoor Soccer League, riportarono sette vittorie in nove stagioni.

### Il declino e la chiusura (1982-1984)
Il 1982, anno del 15º campionato NASL, segnò l'inizio del declino della lega nordamericana che avrebbe chiuso i battenti di lì a due stagioni. Le prime avvisaglie si ebbero con la brusca riduzione di squadre partecipanti, molte delle quali trovarono più redditizio partecipare al campionato indoor, che si svolgeva a cavallo delle stagioni NASL. Rispetto alla stagione 1981 il campionato presentò sette squadre in meno, sei per abbandono e una per fusione. A peggiorare la situazione ci fu il mancato rinnovo dei diritti di trasmissione da parte dell'ABC, insoddisfatta per gli ascolti troppo bassi. I campioni furono, per la quinta e ultima volta della loro storia, i New York Cosmos.

I Chicago Sting, ultimi campioni della storia della NASL

La stagione estiva del 1983 fu disputata in tono ancor più dimesso della precedente: all'emorragia già consistente avvenuta tra il 1981 e il 1982 si aggiunse l'abbandono per la stagione 1983, per motivi economici, di Portland, Edmonton e Jacksonville (la quale chiese la retrocessione in American Soccer League II). A tamponare parzialmente la fuga di molte squadre, la breve rinascita — lo spazio di una stagione — di una squadra di calcio a Washington, il Team America, che portò così a dodici — il minimo dal 1970 — il conto totale delle compagini. Vinsero il titolo i Tulsa Roughnecks, in quella che fu l'ultima edizione del Soccer Bowl, abbandonato per carenza di spettatori televisivi e sostituito, per la successiva e ultima annata, con la vecchia formula della finale di andata e ritorno.
La 17ª e ultima stagione della NASL fu disputata nel 1984 e fu caratterizzata dalla grave crisi economica di numerose squadre della lega, prima tra tutte i prestigiosi New York Cosmos, venduti dalla capofila WEA e costretti ad affrontare in emergenza un campionato con mezzi limitati (i Cosmos mancarono per la prima volta dopo otto stagioni i play-off). Delle 12 squadre superstiti del campionato 1983, altre tre chiusero i battenti, quelle di Montréal, di Seattle e l'estemporaneo Team America di Washington, mentre gli Strikers di Fort Lauderdale si trasferirono a Minneapolis divenendo i Minnesota Strikers. In totale, furono nove le squadre a disputarsi l'ultimo titolo NASL della storia che fu vinto per la seconda volta dai Chicago Sting. Nel 1985 la lega dichiarò fallimento.

### I motivi del fallimento
Per paradosso, il declino economico — e, di conseguenza, sportivo — della NASL fu dovuto alla sua rapida crescita: sulla scia del successo delle squadre più note, infatti, la lega raddoppiò in pochissimo tempo le sue squadre (arrivando fino a un massimo di 24), ma i costi di gestione salirono rapidamente e, al riguardo, vi è chi ritiene che i presidenti dei club, già presenti in lega al momento della sua espansione, non si vollero far carico dei nuovi oneri, cercando di scaricarli sulle spalle dei nuovi arrivati, gravandoli di spese aggiuntive. Ma un'inchiesta di Forbes stabilì che tali costi — invero assai limitati — ammontavano al massimo a 100.000 dollari dell'epoca. Più rilevante è il fatto che tali nuovi soggetti entrati sulla scena non erano pratici di calcio e, quindi, quando i profitti tardarono ad arrivare, essi si ritirarono con la stessa rapidità con la quale erano comparsi. Un'ulteriore causa di fallimento fu dovuta al fatto che i proprietari dei nuovi club, ansiosi di mettersi subito al passo con le squadre maggiori, spesero cifre fuori mercato per assicurarsi le prestazioni di campioni europei e sudamericani di talento, ma al termine della loro carriera, invece di investire su giocatori locali; questo si tradusse in un'emorragia di denaro cui non fu possibile porre rimedio.
A spingere definitivamente verso la chiusura della NASL fu la decisione della FIFA che, dopo la rinuncia della Colombia e l'impossibilità del Venezuela a ospitare il massimo torneo mondiale, assegnò al Messico l'organizzazione del campionato del mondo 1986, anziché agli Stati Uniti, che speravano in tal modo di rilanciare il calcio nel Paese.

## Squadre
Il sistema adottato nella NASL e nelle successive leghe di calcio professionistico nordamericano (comprese quindi le attuali Major League e United Soccer Leagues) ricalca quello generale dello sport statunitense, il sistema delle franchise, che può essere tradotto come franchigia oppure marchio, molto diverso dalla visione europea. Laddove in Europa le società calcistiche sono radicate nel territorio di nascita, in Nord America esse sono titolari di un posto garantito nella lega e, come le aziende, possono essere comprate, spostate in altre città e rinominate. Una franchigia viene spesso trasferita in un potenziale bacino d'utenza favorevole (tra l'altro non fu mai permesso di avere due squadre nella stessa città), in aggiunta a condizioni economiche convenienti, per esempio riguardo alla costruzione e gestione dello stadio. Questi continui trasferimenti furono alla base del mancato radicamento dei club nel territorio.
Tra i vari club che si avvicendarono nella NASL, il più famoso e ricco fu sicuramente quello dei New York Cosmos, l'unico capace di portare più di 40.000 spettatori allo stadio nei suoi momenti migliori, che coincisero con la permanenza in squadra di Pelé: il Giants Stadium, nella vittoriosa stagione 1978, registrò più volte il tutto esaurito (oltre 73.000 spettatori). Al di là dei Cosmos, il resto della NASL non aveva tale seguito; i più seguiti erano i Minnesota Kicks e, sulla costa pacifica, i Los Angeles Aztecs e i Vancouver Whitecaps. L'affluenza media del campionato non raggiunse mai i 15.000 spettatori.
La tabella sottostante riporta tutti i club che parteciparono alla NASL dal 1968 al 1984: la prima colonna riporta il nome con cui essi esordirono, e la seconda i nomi che essi eventualmente assunsero a seguito di trasferimenti o denominazioni societarie.
Da notare che gli Atlanta Chiefs del periodo 1979-1981 e i Washington Diplomats del periodo 1980-1981, se pure di fatto — come colori sociali e denominazione — simili agli omonimi club dei periodi rispettivamente 1968-1972 e 1974-1980, formalmente erano due marchi distinti, in quanto facenti capo a franchise differenti (rispettivamente le ex Colorado Caribous e il Detroit Express). Infine, il Team America, costituito nel 1983, fu una franchise estemporanea, istituita al solo scopo di garantire alla città di Washington una squadra dopo la chiusura dei Diplomats.
| Esordio | Nome originario    | Nomi successivi                                                                                         | Ultima stag. |
| ------- | ------------------ | --- | ------------ |
| 1968    | Atlanta Chiefs     | Atlanta Apollos (1973)                                                                                  | 1973         |
| 1968    | Baltimore Bays     | | 1969         |
| 1968    | Boston Beacons     | | 1968         |
| 1968    | Chicago Mustangs   | | 1968         |
| 1968    | Cleveland Stokers  | | 1968         |
| 1968    | Dallas Tornado     | | 1981         |
| 1968    | Detroit Cougars    | | 1968         |
| 1968    | Houston Stars      | | 1968         |
| 1968    | L.A. Wolves        | | 1968         |
| 1968    | K.C. Spurs         | | 1970         |
| 1968    | N.Y. Generals      | | 1968         |
| 1968    | Oakland Clippers   | | 1968         |
| 1968    | San Diego Toros    | | 1968         |
| 1968    | St. Louis Stars    | California Surf (1977/81)                                                                               | 1981         |
| 1968    | Toronto Falcons    | | 1968         |
| 1968    | Vancouver Royals   | | 1968         |
| 1968    | Washington Whips   | | 1968         |
| 1970    | Rochester Lancers  | | 1980         |
| 1970    | Washington Darts   | Miami Gatos (1972) Miami Toros (1973/76) Ft. Lauderdale Strikers (1977/83) Minnesota Strikers (1983/84) | 1988         |
| 1971    | Montréal Olympique | | 1973         |
| 1971    | N.Y. Cosmos        | Cosmos (1977/78) N.Y. Cosmos (1979/84)                                                                  | 1985         |
| 1971    | Toronto Metros     | Toronto Metros-Croatia (1975/78) Toronto Blizzard (1978/84)                                             | 1984         |

| Esordio | Nome originario        | Nomi successivi                                                                      | Ultima stag. |
| ------- | ---------------------- | ------------------------------------------------------------------------------------ | ------------ |
| 1973    | Philadelphia Atoms     |                                                                                      | 1976         |
| 1974    | Baltimore Comets       | San Diego Jaws (1976) L.V. Quicksilvers (1977) San Diego Sockers (1978/84)           | 1996         |
| 1974    | Boston Minutemen       |                                                                                      | 1976         |
| 1974    | Denver Dynamos         | Minnesota Kicks (1976/81)                                                            | 1981         |
| 1974    | L.A. Aztecs            |                                                                                      | 1981         |
| 1974    | S.J. Earthquakes       | G.B. Earthquakes (1983/84)                                                           | 1988         |
| 1974    | Seattle Sounders       |                                                                                      | 1983         |
| 1974    | Vancouver Whitecaps    |                                                                                      | 1984         |
| 1974    | Washington Diplomats   |                                                                                      | 1980         |
| 1975    | Chicago Sting          |                                                                                      | 1988         |
| 1975    | Hartford Bicentennials | Connecticut Bicentennials (1977) Oakland Stompers (1978) Edmonton Drillers (1979/82) | 1982         |
| 1975    | Portland Timbers       |                                                                                      | 1982         |
| 1975    | S.A. Thunder           | Team Hawaii (1977) Tulsa Roughnecks (1978/84)                                        | 1984         |
| 1975    | T.B. Rowdies           |                                                                                      | 1994         |
| 1978    | Colorado Caribous      | Atlanta Chiefs (1979/81)                                                             | 1981         |
| 1978    | Detroit Express        | Washington Diplomats (1980/81)                                                       | 1981         |
| 1978    | Houston Hurricane      |                                                                                      | 1980         |
| 1978    | N.E. Tea Men           | Jacksonville Tea Men (1981/82)                                                       | 1984         |
| 1978    | Memphis Rogues         | Calgary Boomers (1981)                                                               | 1981         |
| 1978    | Philadelphia Fury      | Montréal Manic (1981/83)                                                             | 1983         |
| 1983    | Team America           |                                                                                      | 1983         |

### Heritage Cup
La Heritage Cup è stata organizzata per ricordare il patrimonio culturale lasciato dalla NASL e presente nell'attuale lega maggiore della MLS, eredità rappresentata dai San Jose Earthquakes e Seattle Sounders che si disputano il simbolico trofeo. Attualmente altre squadre con la stessa denominazione sono presenti nella lega come i Portland Timbers e i Vancouver Whitecaps. In seconda divisione troviamo i New York Cosmos (di nuovo attivi dal 2009), Tulsa Roughnecks, Tampa Bay Rowdies e i Fort Lauderdale Strikers.

## Lascito culturale

Roberto Bettega (qui con la nazionale italiana) militò nei nel biennio 1983-1984

Il periodo d'oro della NASL coincise con la seconda metà degli anni settanta: i Cosmos dominavano la scena e l'audience, almeno per le partite di cartello, era molto alta. Tuttavia, questo non poteva nascondere il fatto che il calcio, in Nord America, pagava un grave ritardo nei confronti degli altri sport con più seguito, segnatamente il basket, il baseball e l'hockey su ghiaccio, per non parlare del football americano, vero sport nazionale degli Stati Uniti. A frenare l'ulteriore diffusione del calcio, inoltre, era il fatto che spesso i calciatori locali erano lasciati in panchina per far spazio ai talenti esteri ingaggiati con gran dispendio di risorse economiche, risorse sottratte ai fondi per favorire la crescita di talenti formatisi in casa.
Tuttavia, fu proprio la concorrenza con altri sport che spinse — per esigenze televisive — gli organizzatori della NASL a introdurre alcune novità che poi furono, in parte, riprese a livello internazionale. Tra le meno efficaci si segnala sicuramente il conteggio inverso dei minuti e dei secondi, tipico del basket, ma inapplicabile di fatto nel calcio dove il tempo non è effettivo; decisamente contraria alle regole IFAB, invece, la linea del fuorigioco avanzata a 35 iarde (32 metri) dalla porta avversaria in luogo della regolare linea di metà campo. Di scarso o nullo successo altrove, invece, l'abolizione del pareggio e la risoluzione degli incontri finiti in parità tramite gli shoot-out, un'alternativa ai calci di rigore che prevedevano che, a turno, un giocatore partisse dalla propria metà campo verso la porta difesa dal portiere avversario e battesse a rete entro un tempo prestabilito (di norma 5 secondi).

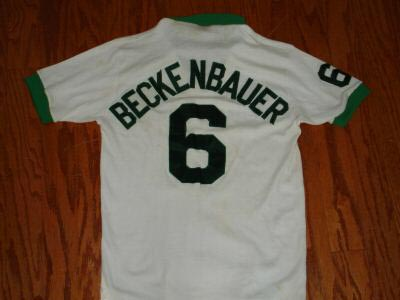
La maglia numero sei dei di Franz Beckenbauer

Di grande successo fu, altresì, l'accorgimento di stampare il nome del calciatore sulla maglia — consuetudine all'epoca sconosciuta in Europa — e di replicarne il numero anche sul petto. Vent'anni più tardi, anche la FIFA avrebbe accolto tale innovazione, durante il campionato del mondo 1994 svoltosi proprio negli Stati Uniti.
Singolare fu, anche, il premio al miglior marcatore del torneo: esso non venne calcolato in base al numero di goal segnati, ma anche a quello degli assist forniti: di conseguenza, accadde talora che colui che aveva segnato più gol non risultasse il vincitore di una speciale classifica che prevedeva due punti per ogni goal segnato e uno per ogni assist fornito. Ai fini statistici, nella tabella sottostante è fornito solo il numero di goal segnati ufficialmente.
Come detto in apertura, la NASL fu un fallimento economico ma ebbe il merito di proporre il calcio a livello professionistico negli Stati Uniti e, in una certa misura, anche in Canada. Sebbene oggi quasi nessuna delle squadre che componevano quella serie esista più (gli unici superstiti di rilievo sono i Vancouver Whitecaps, campioni NASL del 1979 e vincitori del torneo di Seconda Divisione USL-1 2006), la NASL vantò in poche stagioni un'alta concentrazione di talenti capaci di mettere in mostra uno spettacolo di livello tecnico complessivamente superiore a quello mostrato in qualsiasi altro evento calcistico continentale prima d'allora, e questo fece sì che intorno al calcio si sviluppasse un intero movimento a livello giovanile — e soprattutto femminile — che trovò poi riconoscimento dieci anni dopo la fine della NASL con l'assegnazione dell'organizzazione del campionato del mondo. Sulla scorta di quel mancato successo economico, la Major League Soccer che attualmente è il campionato di Prima Divisione in Nord America, ha evitato gli errori della NASL; lo stesso dicasi per la United Soccer Leagues, che organizza i campionati di Seconda e Terza Divisione maschile e quello di Prima Divisione femminile: oggi in Nord America viene dato largo spazio ai calciatori nazionali, in gran parte provenienti dai college e dalle scuole calcio specializzate, la nazionale maschile statunitense ha raggiunto i quarti di finale nel campionato del mondo 2002 in Corea del Sud e Giappone, mentre quella femminile ha vinto quattro campionati del mondo, nel 1991, nel 1999, nel 2015 e nel 2019; infine, la nazionale femminile canadese ha guadagnato un quarto posto al campionato del mondo del 2003 e fu campione continentale della CONCACAF nel 1998.

## Albo d'oro

### Club
Vittorie per stagione
| Stagione | Torneo      | Squadra campione       | Affluenza media |
| -------- | ----------- | ---------------------- | --------------- |
| 1968     | NASL        | Atlanta Chiefs         | 4.747           |
| 1969     | NASL        | Kansas City Spurs      | 4.699           |
| 1970     | NASL        | Rochester Lancers      | 2.930           |
| 1971     | NASL        | Dallas Tornado         | 3.163           |
| 1972     | NASL        | New York Cosmos        | 4.159           |
| 1973     | NASL        | Philadelphia Atoms     | 4.780           |
| 1974     | NASL        | Los Angeles Aztecs     | 5.954           |
| 1975     | NASL        | Tampa Bay Rowdies      | 7.770           |
| 1976     | NASL        | Toronto Metros-Croatia | 7.642           |
| 1977     | NASL        | New York Cosmos        | 10.295          |
| 1978     | NASL        | New York Cosmos        | 13.558          |
| 1979     | NASL        | Vancouver Whitecaps    | 13.084          |
| 1979/80  | NASL Indoor | Tampa Bay Rowdies      | -               |
| 1980     | NASL        | New York Cosmos        | 14.201          |
| 1980/81  | NASL Indoor | Edmonton Drillers      | -               |
| 1981     | NASL        | Chicago Sting          | 14.084          |
| 1981/82  | NASL Indoor | San Diego Sockers      | -               |
| 1982     | NASL        | New York Cosmos        | 13.155          |
| 1983     | NASL        | Tulsa Roughnecks       | 13.258          |
| 1983/84  | NASL Indoor | San Diego Sockers      | -               |
| 1984     | NASL        | Chicago Sting          | 10.759          |

Vittorie per club
| Squadra                | Titoli NASL | Titoli NASL Indoor* |
| ---------------------- | ----------- | ------------------- |
| New York Cosmos        | 5           | -                   |
| Chicago Sting          | 2           | -                   |
| Tampa Bay Rowdies      | 1           | 1                   |
| Atlanta Chiefs         | 1           | -                   |
| Kansas City Spurs      | 1           | -                   |
| Rochester Lancers      | 1           | -                   |
| Dallas Tornado         | 1           | -                   |
| Philadelphia Atoms     | 1           | -                   |
| Los Angeles Aztecs     | 1           | -                   |
| Toronto Metros-Croatia | 1           | -                   |
| Vancouver Whitecaps    | 1           | -                   |
| Tulsa Roughnecks       | 1           | -                   |
| San Diego Sockers      | -           | 2                   |
| Edmonton Drillers      | -           | 1                   |

* Il titolo indoor ha solo valore statistico, in quanto la FIFA riconosce come ufficiali solo i titoli NASL estivi

#### 

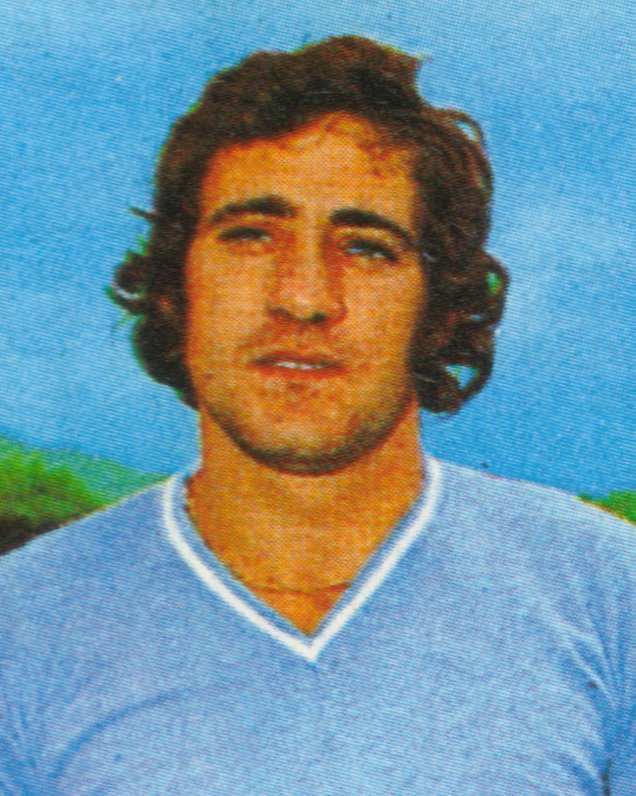
Giorgio Chinaglia, 4 volte miglior marcatore NASL

### Individuale

Eddie Firmani, miglior allenatore nel 1976

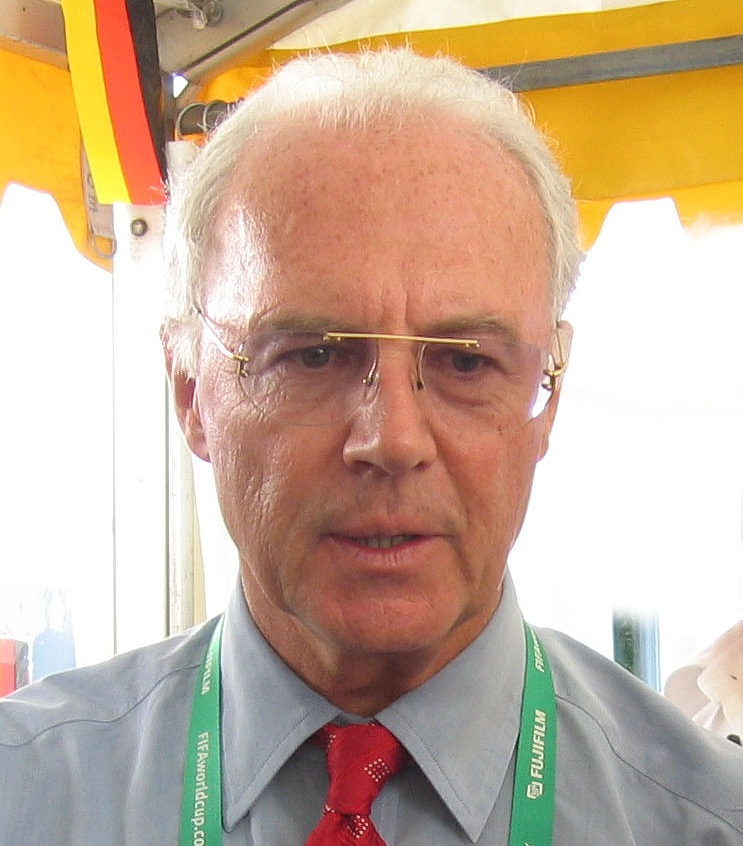
Franz Beckenbauer, miglior giocatore nel 1977

| Stagione | Miglior marcatore         | Miglior giocatore | Miglior esordiente | Miglior allenatore |
| -------- | ------------------------- | ----------------- | ------------------ | ------------------ |
| 1968     | Janusz Kowalik (30)       | Janusz Kowalik    | Kaizer Motaung     | Phil Woosnam       |
| 1969     | Kaizer Motaung (16)       | Cirilio Fernandez | Siegfried Stritzl  | János Bédl         |
| 1970     | Kyriakos Apostolidīs (16) | Carlos Metidieri  | Jim Leeker         | Sal DeRosa         |
| 1971     | Carlos Metidieri (19)     | Carlos Metidieri  | Randy Horton       | Ron Newman         |
| 1972     | Randy Horton (9)          | Randy Horton      | Mike Winter        | Casey Frankiewicz  |
| 1973     | Kyle Rote Jr. (18)        | Warren Archibald  | Kyle Rote Jr.      | Al Miller          |
| 1974     | Paul Child (20)           | Peter Silvester   | Douglas McMillan   | John Young         |
| 1975     | Steve David (21)          | Steve David       | Chris Bahr         | John Sewell        |
| 1976     | Derek Smethurst (20)      | Pelé              | Steve Pecher       | Eddie Firmani      |
| 1977     | Steve David (24)          | Franz Beckenbauer | Jim McAlister      | Ron Newman         |
| 1978     | Giorgio Chinaglia (34)    | Mike Flanagan     | Gary Etherington   | Tony Waiters       |
| 1979     | Giorgio Chinaglia (26)    | Johan Cruijff     | Larry Hulcer       | Timo Liekoski      |
| 1980     | Giorgio Chinaglia (32)    | Roger Davies      | Jeff Durgan        | Alan Hinton        |
| 1981     | Giorgio Chinaglia (29)    | Giorgio Chinaglia | Joe Morrone        | Willy Roy          |
| 1982     | Ricardo Alonso (21)       | Peter Ward        | Pedro DeBrito      | Johnny Giles       |
| 1983     | Roberto Cabañas (28)      | Roberto Cabañas   | Gregg Thompson     | Dragan Popović     |
| 1984     | Steve Zungul (24)         | Steve Zungul      | Roy Wegerle        | Ron Newman         |

#### Miglior selezione NASL di tutti i tempi[senzafonte]
|   |                       | Calciatore          |
| - | --------------------- | ------------------- |
| P | Jugoslavia (bandiera) | Mirko Stojanović    |
| D | /                     | John Best           |
| D | Canada (bandiera)     | Bruce Wilson        |
| D | Brasile (bandiera)    | Carlos Alberto      |
| D | Galles (bandiera)     | Mike England        |
| C | Jugoslavia (bandiera) | Vladislav Bogićević |
| C | Germania (bandiera)   | Franz Beckenbauer   |
| C | /                     | Ilija Mitić         |
| A | Italia (bandiera)     | Giorgio Chinaglia   |
| A | Germania (bandiera)   | Karl-Heinz Granitza |
| A | Brasile (bandiera)    | Pelé                |

## Statistiche generali marcatori e assistmen
| Calciatore          | Anni           | Squadre                               | Goal | Incontri |
| ------------------- | -------------- | ------------------------------------- | ---- | -------- |
| Giorgio Chinaglia   | 1976-1983      | Cosmos                                | 193  | 213      |
| Alan Willey         | 1976-1984      | Kicks Manic                           | 129  | 238      |
| Karl-Heinz Granitza | 1976-1984      | Sting                                 | 128  | 199      |
| Ron Futcher         | 1976-1984      | Kicks Timbers Roughnecks              | 119  | 201      |
| Paul Child          | 1972-1981      | Chiefs Earthquakes Rogues             | 102  | 241      |
| Ilija Mitić         | 1967-1976      | Clippers Tornado Earthquakes          | 101  | 166      |
| Steve David         | 1974-1981      | Toros Aztecs Express Surf Earthquakes | 100  | 175      |
| Patrick Ntsoelengoe | 1973-1984      | Toros Dynamos/Kicks Blizzard          | 87   | 244      |
| Mike Stojanović     | 1976-1982      | Lancers Sockers Earthquakes           | 83   | 179      |
| Laurie Abrahams     | 1978-1984      | Tea Men Roughnecks Surf Sockers       | 76   | 162      |
| Branko Segota       | 1979-1984      | Lancers Strikers Earthquakes          | 73   | 147      |
| Derek Smethurst     | 1975-1981      | Rowdies Sockers Sounders              | 73   | 118      |
| Ricardo Alonso      | 1979-1984      | Kicks T. Men Sting Earthquakes        | 67   | 129      |
| Brian Kidd          | 1981-1984      | Chiefs Strikers                       | 63   | 84       |
| Carlos Metidieri    | 1968 1970-1974 | Aztecs Lancers Minutemen              | 61   | 130      |
| Teófilo Cubillas    | 1979-1983      | FL Strikers                           | 59   | 120      |
| Randy Horton        | 1971-1976      | Cosmos Diplomats Bicentennials        | 51   | 89       |
| Rodney Marsh        | 1976-1979      | Rowdies                               | 48   | 94       |
| Kyle Rote Jr.       | 1973-1979      | Tornado Hurricane                     | 43   | 142      |
| Oscar Fabbiani      | 1979-1981      | Rowdies                               | 40   | 55       |
| Steve Zungul        | 1983-1984      | Earthquakes                           | 36   | 46       |
| Gyula Visnyei       | 1975-1982      | Aztecs Earthquakes Sockers            | 34   | 166      |
| Pelé                | 1975-1977      | Cosmos                                | 31   | 56       |
| Johan Cruijff       | 1979-1981      | Aztecs Diplomats                      | 25   | 53       |
| Franz Beckenbauer   | 1977-1980 1983 | Cosmos                                | 19   | 105      |

| Calciatore          | Anni           | Squadre                               | Assist | Incontri |
| ------------------- | -------------- | ------------------------------------- | ------ | -------- |
| Vladislav Bogićević | 1978-1984      | Cosmos                                | 147    | 203      |
| Karl-Heinz Granitza | 1978-1984      | Chicago Sting                         | 101    | 199      |
| Ray Hudson          | 1977-1984      | FL Strikers                           | 99     | 197      |
| Steve Wegerle       | 1977-1984      | Rowdies Cosmos FL Strikers            | 88     | 196      |
| Patrick Ntsoelengoe | 1973-1984      | Toros Dynamos/Kicks Blizzard          | 82     | 244      |
| Giorgio Chinaglia   | 1976-1983      | Cosmos                                | 81     | 213      |
| David Bradford      | 1978-1984      | Express Diplomats Roughnecks Sounders | 80     | 197      |
| Gyula Visnyei       | 1975-1982      | Aztecs Earthquakes Sockers            | 68     | 166      |
| Laurie Abrahams     | 1978-1984      | Tea Men Roughnecks Surf Sockers       | 64     | 162      |
| Teófilo Cubillas    | 1979-1983      | FL Strikers                           | 61     | 120      |
| Carl Valentine      | 1979-1984      | Whitecaps                             | 59     | 165      |
| Ron Futcher         | 1976-1984      | Kicks Timbers Roughnecks              | 58     | 201      |
| Romerito            | 1980-1983      | Cosmos                                | 57     | 99       |
| Bob Lenarduzzi      | 1974-1984      | Whitecaps                             | 57     | 288      |
| Peter Lorimer       | 1979-1983      | Blizzard Whitecaps                    | 55     | 127      |
| George Best         | 1976-1981      | Aztecs FL Strikers Earthquakes        | 54     | 139      |
| Rodney Marsh        | 1976-1979      | Rowdies                               | 50     | 94       |
| Leonardo Cuéllar    | 1979-1984      | Sockers Earthquakes                   | 50     | 128      |
| Alan Willey         | 1976-1984      | Kicks Manic                           | 48     | 238      |
| Franz Beckenbauer   | 1977-1980 1983 | Cosmos                                | 47     | 105      |
| Paul Child          | 1972-1981      | Chiefs Earthquakes Rogues             | 47     | 241      |
| Mike Stojanović     | 1976-1982      | Lancers Sockers Earthquakes           | 45     | 179      |
| Kyle Rote Jr.       | 1973-1979      | Tornado Hurricane                     | 38     | 142      |
| Ilija Mitić         | 1967-1976      | Clippers Tornado Earthquakes          | 37     | 166      |
| Johan Cruijff       | 1979-1981      | Aztecs Diplomats                      | 37     | 53       |
| Carlos Metidieri    | 1968 1970-1974 | Aztecs Lancers Minutemen              | 28     | 130      |
| Steve David         | 1974-1981      | Toros Aztecs Express Surf Earthquakes | 28     | 175      |